# Réserve de faune de Koukourou-Bamingui
Réserve de faune de Koukourou-Bamingui är ett viltreservat i Centralafrikanska republiken. Det ligger i den centrala delen av landet, 400 km norr om huvudstaden Bangui. Arean är 110 000 hektar. Reservatet upprättades 1933.